# Sitticus pulchellus
Sitticus pulchellus là một loài nhện trong họ Salticidae.
Loài này thuộc chi Sitticus. Sitticus pulchellus được Dmitri Viktorovich Logunov miêu tả năm 1992.